# Tycomarptes depulsa
Tycomarptes depulsa är en fjärilsart som beskrevs av Walker 1857. Tycomarptes depulsa ingår i släktet Tycomarptes och familjen nattflyn. Inga underarter finns listade i Catalogue of Life.